# Aleurothrixus similis
Aleurothrixus similis là một loài côn trùng cánh nửa trong họ Aleyrodidae, phân họ Aleyrodinae.
Aleurothrixus similis được Sampson & Drews miêu tả khoa học đầu tiên năm 1941.